# Kypselos
Kypselos (zm. 627 p.n.e.) – tyran Koryntu od 657 roku p.n.e. do swej śmierci. Obalił oligarchię Bakchiadów.
Według greckiego historyka Herodota, Kypselos był synem Eationa i Labdy wywodzącej się z władającego Koryntem rodu Bakchiadów. Choć członkowie tego rodu zawierali małżeństwa wyłącznie między sobą, Labdzie w drodze wyjątku pozwolono zawrzeć małżeństwo z mężczyzną nie związanym z rodziną. Urodziła syna, któremu wyrocznia w Delfach przepowiedziała, że obali on rządy Bakchiadów; dowiedziawszy się o tym proroctwie, postanowili chłopca zabić. Labda ukryła dziecko w pojemniku na zboże (kypsele), czemu chłopiec zawdzięczał swoje imię. Gdy Kypselos dorósł, odwiedził wyrocznię delficką i dowiedział się o proroctwie przepowiadającym mu zdobycie władzy w Koryncie. Powrócił do ojczyzny i obalił Bakchiadów sam zasiadając na ich tronie. Władał miastem ponad trzydzieści lat ciesząc się sympatią mieszkańców. Poruszał się po mieście bez straży. Władzę po nim odziedziczył syn – Periander.